# Структурные константы

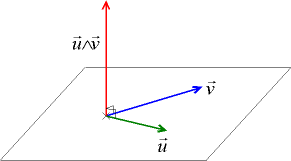
Используя векторное произведение в качестве скобки Ли, алгебра 3-мерных вещественных векторов является алгеброй Ли, изоморфной алгебрам Ли SU(2) и SO(3). Структурные константы:, где — антисимметричный символ Леви-Чивиты.

В математике структурные константы или структурные коэффициенты алгебры над полем используются для явного указания произведения двух базисных векторов в алгебре в качестве линейной комбинации. Учитывая структурные константы, результирующее произведение является билинейным и может быть однозначно расширено на все векторы в векторном пространстве, таким образом, однозначно определяя произведение для алгебры.
Структурные константы используются всякий раз, когда необходимо указать явную форму алгебры. Таким образом, они часто используются при обсуждении алгебры Ли в физике, поскольку базисные векторы указывают конкретные направления в физическом пространстве или соответствуют конкретным частицам. Напомним, что алгебры Ли — это алгебры над полем, причём билинейное произведение задаётся скобкой Ли или коммутатором.

## Определение
Учитывая набор базисный векторов {\displaystyle \{\mathbf {e} _{i}\}} векторного пространства алгебры, структурные константы или структурные коэффициенты {\displaystyle c_{ij}^{\;k}} выражают умножение {\displaystyle \cdot } пар векторов в качестве линейной комбинации:
{\displaystyle \mathbf {e} _{i}\cdot \mathbf {e} _{j}=\sum _{k}c_{ij}^{\;\;k}\mathbf {e} _{k}}.
Верхний и нижний индексы часто не различаются, если алгебра не наделена какой-либо другой структурой, которая потребовала бы этого (например, псевдориманова метрика на алгебре неопределённой ортогональной группы so(p,q)). То есть структурные константы часто записываются с верхними или нижними индексами. Различие между верхним и нижним является условием, напоминающим читателю, что нижние индексы ведут себя как компоненты двойственного вектора, то есть ковариантно при изменении базиса, а верхние индексы — контравариантно.
Очевидно, что структурные константы зависят от выбранного базиса. Для алгебр Ли одно часто используемое соглашение о базисе выражается в терминах лестничных операторов, определённых подалгеброй Картана; это представлено ниже в статье после некоторых предварительных примеров.

## Пример: алгебры Ли
Для алгебры Ли базисные векторы называются генераторами алгебры, а произведение задаётся скобкой Ли. То есть, произведение алгебры {\displaystyle \cdot } "определено" как скобка Ли: для двух векторов {\displaystyle A} и {\displaystyle B} в алгебре, результатом будет {\displaystyle A\cdot B\equiv [A,B].} В частности, произведение алгебры {\displaystyle \cdot } нельзя путать с матричным произведением, поэтому иногда требуются альтернативные обозначения.
В этом случае нет особой необходимости различать верхний и нижний индексы; они могут быть записаны все вверху или все внизу. В физике обычно используются обозначения {\displaystyle T_{i}} для генераторов, а {\displaystyle f_{ab}^{\;\;c}} или {\displaystyle f^{abc}} (игнорируя различие между верхним и нижним) для структурных констант. Скобка Ли пар генераторов представляет собой линейную комбинацию генераторов из множества, т.е.
{\displaystyle [T_{a},T_{b}]=\sum _{c}f_{ab}^{\;\;c}T_{c}}.
Путём линейного расширения структурные константы полностью определяют скобки Ли всех элементов алгебры Ли.
Все алгебры Ли удовлетворяют тождеству Якоби. Для базисных векторов это можно записать как
{\displaystyle [T_{a},[T_{b},T_{c}]]+[T_{b},[T_{c},T_{a}]]+[T_{c},[T_{a},T_{b}]]=0}
и это непосредственно приводит к соответствующему тождеству в терминах структурных констант:
{\displaystyle f_{ad}^{\;\;e}f_{bc}^{\;\;d}+f_{bd}^{\;\;e}f_{ca}^{\;\;d}+f_{cd}^{\;\;e}f_{ab}^{\;\;d}=0.}
Выше и оставшаяся часть этой статьи используют соглашение Эйнштейна о суммировании для повторяющихся индексов.
Структурные константы играют роль в представлениях алгебры Ли и фактически дают в точности матричные элементы присоединённого представления. Форма Киллинга и инвариант Казимира также имеют особенно простую форму, когда записываются в терминах структурных констант.
Структурные константы часто появляются в приближении к формуле Бейкера – Кэмпбелла – Хаусдорфа для произведения двух элементов группы Ли. Для малых элементов {\displaystyle X,Y} алгебры Ли структура группы Ли около единичного элемента задается формулой
{\displaystyle \exp(X)\exp(Y)\approx \exp(X+Y+{\tfrac {1}{2}}[X,Y]).}
Обратите внимание на коэффициент 1/2. Они также появляются в явных выражениях для дифференциалов, таких как {\displaystyle e^{-X}de^{X}}.

## Примеры алгебры Ли

### 𝖘𝖚(2) и 𝖘𝖔(3)
Алгебра 𝖘𝖚(2) специальной унитарной группы SU(2) трёхмерна, с генераторами, заданными матрицами Паули {\displaystyle \sigma _{i}}. Генераторы группы SU(2) удовлетворяют коммутационным соотношениям (где {\displaystyle \epsilon ^{abc}} — символ Леви-Чивиты):
{\displaystyle [\sigma _{a},\sigma _{b}]=2i\epsilon ^{abc}\sigma _{c}}
где
| {\displaystyle \sigma _{1}={\begin{pmatrix}0&1\\1&0\end{pmatrix}}} | {\displaystyle \sigma _{2}={\begin{pmatrix}0&-i\\i&0\end{pmatrix}}} | {\displaystyle \sigma _{3}={\begin{pmatrix}1&0\\0&-1\end{pmatrix}}} |
В этом случае структурные константы равны {\displaystyle f^{abc}=2i\epsilon ^{abc}}. Обратите внимание, что константа 2i может быть включена в определение базисных векторов; таким образом, 
определяя {\displaystyle t_{a}=-i\sigma _{a}/2}, можно одинаково хорошо написать
{\displaystyle [t_{a},t_{b}]=\epsilon ^{abc}t_{c}}
Это подчёркивает, что алгебра Ли 𝖘𝖚(2) группы Ли SU(2) изоморфна алгебре Ли 𝖘𝖔(3) группы SO(3). Это приводит структурные константы в соответствие с константами группа вращения SO(3). То есть коммутатор для оператора углового момента обычно записывается как
{\displaystyle [L_{i},L_{j}]=\epsilon ^{ijk}L_{k}}
где
| {\displaystyle L_{x}=L_{1}={\begin{pmatrix}0&0&0\\0&0&-1\\0&1&0\end{pmatrix}}} | {\displaystyle L_{y}=L_{2}={\begin{pmatrix}0&0&1\\0&0&0\\-1&0&0\end{pmatrix}}} | {\displaystyle L_{z}=L_{3}={\begin{pmatrix}0&-1&0\\1&0&0\\0&0&0\end{pmatrix}}} |
написаны так, чтобы подчиняться правилу правой руки для вращений в трёхмерном пространстве.
Разница в множителе «2i» между этими двумя наборами структурных констант может приводить в бешенство, поскольку включает в себя некоторую тонкость. Таким образом, например, двумерному комплексному векторному пространству можно придать реальную структуру. Это приводит к двум неэквивалентным двумерным фундаментальному представлению группы (2), которые изоморфны, но являются комплексно сопряжённым представлением; оба, однако, считаются действительными представлениями именно потому, что они действуют в пространстве с реальной структурой. В случае трёх измерений существует только одно трёхмерное представление, присоединённое представление, которое является действительным представлением; точнее, это то же самое, что и его двойное представление, показанное выше. Другими словами, транспонировать является минусом самого себя: {\displaystyle L_{k}^{T}=-L_{k}.}
В любом случае группы Ли считаются действительными именно потому, что можно записать структурные константы так, чтобы они были чисто действительными.

### 𝖘𝖚(3)
Менее тривиальный пример даётся в SU(3).
Его генераторы "T" в определяющем представлении таковы:
{\displaystyle T^{a}={\frac {\lambda ^{a}}{2}}.\,}
где {\displaystyle \lambda \,} матрицы Гелл-Манна являются SU(3) аналогом матриц Паули для SU(2):
| {\displaystyle \lambda ^{1}={\begin{pmatrix}0&1&0\\1&0&0\\0&0&0\end{pmatrix}}}  | {\displaystyle \lambda ^{2}={\begin{pmatrix}0&-i&0\\i&0&0\\0&0&0\end{pmatrix}}}                        | {\displaystyle \lambda ^{3}={\begin{pmatrix}1&0&0\\0&-1&0\\0&0&0\end{pmatrix}}} |
| {\displaystyle \lambda ^{4}={\begin{pmatrix}0&0&1\\0&0&0\\1&0&0\end{pmatrix}}}  | {\displaystyle \lambda ^{5}={\begin{pmatrix}0&0&-i\\0&0&0\\i&0&0\end{pmatrix}}}                        | {\displaystyle \lambda ^{6}={\begin{pmatrix}0&0&0\\0&0&1\\0&1&0\end{pmatrix}}}  |
| {\displaystyle \lambda ^{7}={\begin{pmatrix}0&0&0\\0&0&-i\\0&i&0\end{pmatrix}}} | {\displaystyle \lambda ^{8}={\frac {1}{\sqrt {3}}}{\begin{pmatrix}1&0&0\\0&1&0\\0&0&-2\end{pmatrix}}.} |                                                                                 |
Они подчиняются отношениям
{\displaystyle \left[T^{a},T^{b}\right]=if^{abc}T^{c}\,}
{\displaystyle \{T^{a},T^{b}\}={\frac {1}{3}}\delta ^{ab}+d^{abc}T^{c}.\,}
Структурные константы полностью антисимметричны. Их дают:
{\displaystyle f^{123}=1\,}
{\displaystyle f^{147}=-f^{156}=f^{246}=f^{257}=f^{345}=-f^{367}={\frac {1}{2}}\,}
{\displaystyle f^{458}=f^{678}={\frac {\sqrt {3}}{2}},\,}
и все другие {\displaystyle f^{abc}}, не связанные с ними перестановкой индексов, равны нулю.
d принимают значения:
{\displaystyle d^{118}=d^{228}=d^{338}=-d^{888}={\frac {1}{\sqrt {3}}}\,}
{\displaystyle d^{448}=d^{558}=d^{668}=d^{778}=-{\frac {1}{2{\sqrt {3}}}}\,}
{\displaystyle d^{146}=d^{157}=-d^{247}=d^{256}=d^{344}=d^{355}=-d^{366}=-d^{377}={\frac {1}{2}}.\,}

## Примеры из других алгебр

### Полиномы Холла
Полиномы Холла - это структурные константы алгебры Холла.

### Алгебры Хопфа
В дополнение к произведению копроизведение и антипод алгебры Хопфа могут быть выражены в терминах структурных констант. Соединяющая аксиома, которая определяет условие согласованности алгебры Хопфа, может быть выражена как связь между этими различными структурными константами.

## Приложения
- Группа Ли абелева в точности тогда, когда все структурные константы равны 0.
- Группа Ли является вещественной именно тогда, когда её структурные константы вещественны.
- Структурные константы полностью антисимметричны по всем индексам тогда и только тогда, когда алгебра Ли является прямой суммой простой[англ.] компактной алгебры Ли[англ.].
- нильпотентная группа Ли допускает решётку тогда и только тогда, когда её алгебра Ли допускает базис с рациональными структурными константами: это критерий Мальцева. Не все нильпотентные группы Ли допускают решётки; для более подробной информации см.также Рагунатан[3].
- В квантовой хромодинамике символ {\displaystyle G_{\mu \nu }^{a}\,} представляет калибровочный ковариант тензор напряжённости глюонного поля[англ.], аналогичный тензору напряжённости электромагнитного поля, Fμν, в квантовая электродинамика. Это даётся в[4]:

{\displaystyle G_{\mu \nu }^{a}=\partial _{\mu }{\mathcal {A}}_{\nu }^{a}-\partial _{\nu }{\mathcal {A}}_{\mu }^{a}+gf^{abc}{\mathcal {A}}_{\mu }^{b}{\mathcal {A}}_{\nu }^{c}\,,}
где fabc — структурные константы SU(3). Обратите внимание, что правила отжимания или опускания индексов a, b или c являются тривиальными, (+, ... +), так что fabc = fabc = fa
bc, тогда как для индексов μ или ν существуют нетривиальные релятивистские правила, соответствующие, например, метрической подписи (+ - - -).

## Выбор базиса для алгебры Ли
Один из традиционных подходов к обеспечению основы алгебры Ли заключается в использовании так называемых «лестничных операторов», которые появляются как собственные векторы подалгебры Картана. Здесь кратко описывается построение этого базиса с использованием общепринятых обозначений. Альтернативная конструкция (конструкция Серра) может быть найдена в статье «Полупростая алгебра Ли».
Для алгебры Ли {\displaystyle {\mathfrak {g}}} подалгебра Картана {\displaystyle {\mathfrak {h}}\subset {\mathfrak {g}}} является максимальной абелевой подалгеброй. По определению, он состоит из тех элементов, которые коммутируют друг с другом. Ортонормированный базис можно свободно выбирать на {\displaystyle {\mathfrak {h}}}; запишите эту основу как {\displaystyle H_{1},\cdots ,H_{r}} с
{\displaystyle \langle H_{i},H_{j}\rangle =\delta _{ij}}
где {\displaystyle \langle \cdot ,\cdot \rangle } — это внутреннее произведение в векторном пространстве. Размерность {\displaystyle r} этой подалгебры называется рангом алгебры. Матрицы {\displaystyle \mathrm {ad} (H_{i})} в присоединённом представлении взаимно коммутируют и могут быть одновременно диагонализованы. Матрицы {\displaystyle \mathrm {ad} (H_{i})} имеют (одновременные) собственные векторы; которые с ненулевым собственным значением {\displaystyle \alpha } обычно обозначаются {\displaystyle E_{\alpha }}. Вместе с {\displaystyle H_{i}} они охватывают всё векторное пространство {\displaystyle {\mathfrak {g}}}. Тогда коммутационные соотношения имеют вид:
{\displaystyle [H_{i},H_{j}]=0\quad {\mbox{и}}\quad [H_{i},E_{\alpha }]=\alpha _{i}E_{\alpha }}
Собственные векторы {\displaystyle E_{\ }alpha} определяются только до общего масштаба; обычную нормализацию можно установить
{\displaystyle \langle E_{\alpha },E_{-\alpha }\rangle =1}
Это позволяет записать оставшиеся коммутационные соотношения в виде
{\displaystyle [E_{\alpha },E_{-\alpha }]=\alpha _{i}H_{i}}
и
{\displaystyle [E_{\alpha },E_{\beta }]=N_{\alpha ,\beta }E_{\alpha +\beta }}
с этим последним при условии, что корни (определённые ниже) {\displaystyle \alpha ,\beta } с ненулевым значением: {\displaystyle \alpha +\beta \neq 0}. {\displaystyle E_{\alpha }} иногда называют операторами лестницы, поскольку они обладают этим свойством повышения/понижения значения {\displaystyle \beta }.
Для данного {\displaystyle \alpha } существует столько {\displaystyle \alpha _{i}}, сколько имеется {\displaystyle H_{i}}, поэтому можно определить вектор {\displaystyle \alpha =\alpha _{i}H_{i}}, этот вектор называется корень алгебры. Корни алгебр Ли появляются в регулярных структурах (например, в простая алгебра Ли корни могут иметь только две разные длины); подробности см. в корневой системе.
Структурные константы {\displaystyle N_{\alpha ,\beta }} имеют свойство отличаться от нуля только тогда, когда {\displaystyle \alpha +\beta } является корнем. Кроме того, они антисимметричны:
{\displaystyle N_{\alpha ,\beta }=-N_{\beta ,\alpha }}
и всегда можно выбрать так, чтобы
{\displaystyle N_{\alpha ,\beta }=-N_{-\alpha ,-\beta }}
Они также подчиняются условиям коцикла:
{\displaystyle N_{\alpha ,\beta }=N_{\beta ,\gamma }=N_{\gamma ,\alpha }}
всякий раз, когда {\displaystyle \alpha +\beta +\gamma =0}, а также что
{\displaystyle N_{\alpha ,\beta }N_{\gamma ,\delta }+N_{\beta ,\gamma }N_{\alpha ,\delta }+N_{\gamma ,\alpha }N_{\beta ,\delta }=0}
всякий раз, когда {\displaystyle \alpha +\beta +\gamma +\delta =0}.